# 도루

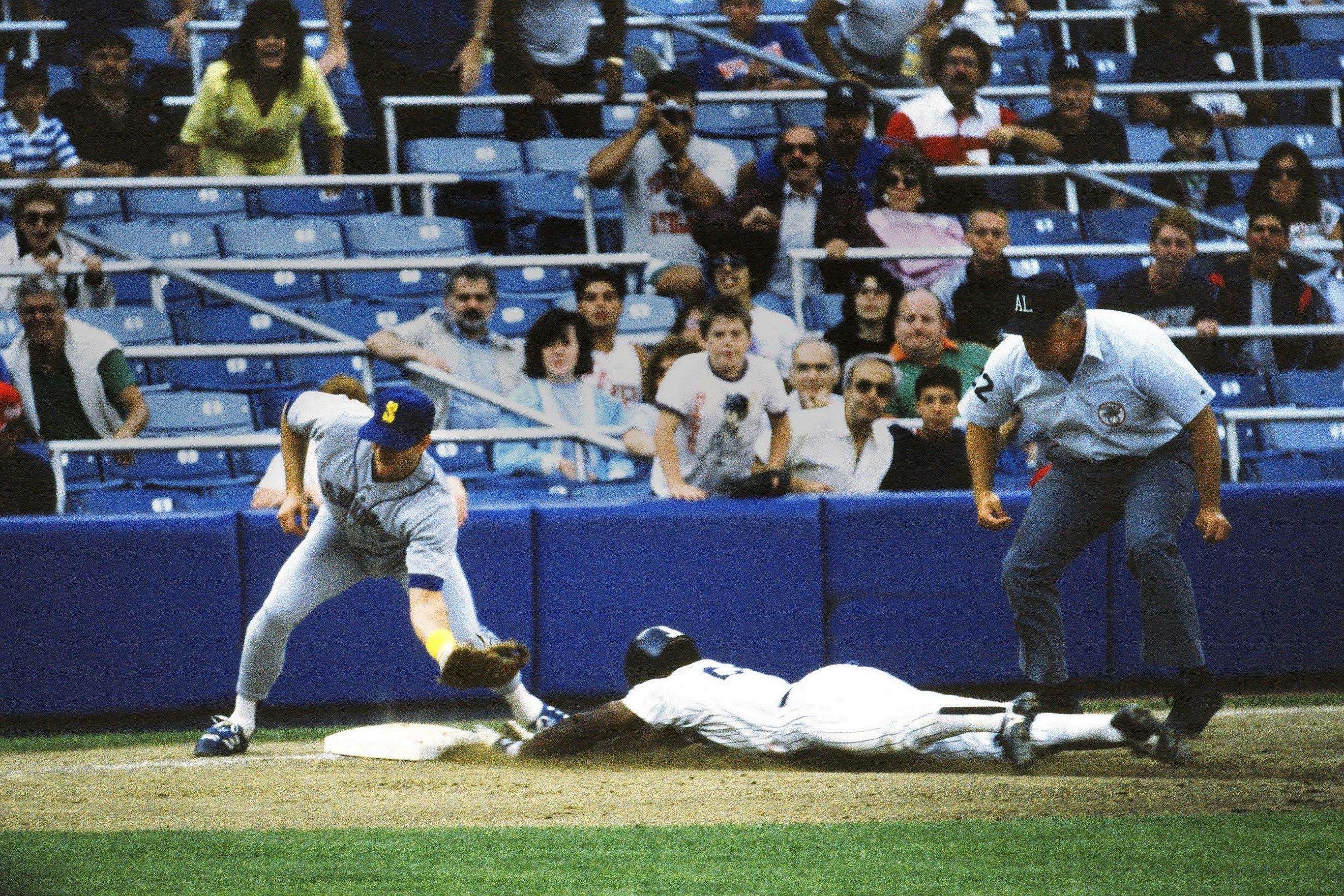
3루 도루를 시도하는 리키 헨더슨.

도루(盜壘, stolen base)는 야구의 인플레이 상황에서 주자가 공과는 상관없이 다음 루로 가려고 시도하는 것을 말한다. 원래 반칙이 될 수도 있었으나 야구의 재미를 위해서 도루도 정식 규정에 포함되었다. 야구 기록에는 도루(Stolen Bases)를 약자로 'SB'라 표시한다.
주자가 도루에 성공하기 위해서는 달리기 속도뿐만 아니라 베이스 러닝 감각과 좋은 타이밍이 필요하다. 반대로 투수와 포수는 도루를 시도하는 주자를 막아야 하는데, 투수는 적절한 견제와 간결한 세트 포지션으로 주자가 도루를 시도하지 못하게 해야하고, 포수는 주자의 도루시 빠르고 정확한 송구로 아웃 시켜야 한다.
과거에는 도루 허용의 책임이 주로 포수에게 있다고 여겼으나 현대에는 투수의 책임이 더 중요하다는 의견이 지배적이다. 현대 야구에서는 도루 허용의 책임을 투수와 포수에게 각 7:3으로 보고 있으며, 투수의 책임이 더 큰 이유로 투수의 퀵 모션이 느릴 때는 아무리 좋은 포수라 해도 주자를 잡을 수 없다고 보기 때문이다.

## 싱글 스틸(Single steal)
한 명의 주자가 도루하는 것을 뜻한다.

### 2루 도루
주자가 1루에 있을 때 2루를 훔치는 것을 의미한다. 포수와 2루 사이의 거리가 가장 멀기 때문에 성공 확률이 가장 크며 가장 흔한 형태의 도루이다. 깊숙한 안타로 2루 주자가 들어올 수 있으므로 주자가 득점권에 들어오게 된다.

### 3루 도루
주자가 2루에 있을 때 3루를 훔치는 것을 의미한다. 웬만한 안타로 2루 주자가 들어올 수 있으므로 잘 사용하지 않으며, 특히 2아웃 상황에서는 더욱 쓰지 않는다. 그리고 포수와 3루의 거리가 가까워 주자의 발이 굉장히 빠르지 않는 이상 성공확률이 희박하다.

### 홈스틸(Home steal)
주자가 3루에 있을 때 홈플레이트를 훔치는 것을 의미한다. 주로 투수가 다른 베이스에 견제구를 던질 때 사용한다. 다른 도루에 비해 성공률이 희박한 편이다.
2012년 9월 5일, 삼성 라이온즈의 대주자 강명구 선수가 LG 트윈스와의 경기에서 투수 레다메스 리즈의 보크로 인해 홈플레이트를 훔쳐 1점을 챙겨 팀을 승리로 이끈 사례가 있다.

## 더블 스틸(Double steal)
두 명의 주자가 동시에 도루하는 것을 의미한다. 적어도 한 명의 주자(주로 후행 주자)가 살게 된다. 주자 1,3루시 더블 스틸을 감행하여 홈 스틸을 노리는 경우도 있다. 만약 두 명 모두 실패할 경우 병살이 된다.

### 1, 2루 더블 스틸
1루 주자가 2루로, 2루 주자가 3루로 도루하는 것을 의미한다. 보통 이러한 종류의 더블 스틸이 일어날 경우엔 3루에서 아웃되는 경우가 많다.

### 1, 3루 더블 스틸
1루 주자가 2루로, 3루 주자가 홈스틸을 시도하는 것을 의미한다. 홈에서 아웃되는 경우가 많다.

### 2, 3루 더블 스틸
2루 주자가 3루로, 3루 주자가 홈스틸을 시도하는 것을 의미한다. 홈에서 아웃되는 경우가 많으며, 더블 스틸 중 가장 성공률이 희박하다.

## 트리플 스틸(Triple steal)
세 명의 주자가 동시에 도루하는 것을 의미한다. 만루 상황일 때 사용할 수 있으며 성공확률이 낮다. 만약 두 명 이상 실패할 경우 병살이 된다.
한국프로야구에서는 총 6차례의 트리플 스틸이 있었는데 최근의 트리플 스틸은 2013년 7월 5일 서울 목동야구장에서 열린 넥센 히어로즈와 LG 트윈스와의 경기 8회말에 나왔으며, 유재신의 홈스틸과 강정호, 김민성이 도루를 성공하며 트리플 스틸을 성공시킨 것과 2014년 7월 16일 삼성 라이온즈와 LG 트윈스의 경기에서 6회말 2사 만루 상황에서 3루주자인 박경수가 홈스틸을 시도하고 박용택, 정성훈도 함께 도루해 역대 6번째 트리플 스틸을 성공시켰다. 박경수는 2014년 시즌동안만 두번의 홈스틸을 성공시켰다.

## 무관심 도루
수비팀이 도루가 일어나고 있는 것을 알고 있음에도 견제하지 않는 것을 뜻한다. 도루가 아닌 야수 선택으로 기록된다.

## 도루자
도루자(盜壘刺, Caught stealing)는 주자가 도루를 시도하다가 실패하여 아웃당하는 것을 일컫는 야구 용어이다. 원래는 도루 저지를 의미하는 용어이다. 견제구가 왔을 때 다음루로 진루하려는 행동이 나온후 아웃이 되더라도 도루자로 기록된다. 도루 실패로 3아웃이 됐을 때 타석에 있던 타자는 다음 이닝의 선두 타자로 다시 나오게 된다.

## 단일 시즌 도루 기록

### 대한민국
| 연도   | 성명   | 소속          | 개수 |
| ------ | ------ | ------------- | ---- |
| 1982년 | 김일권 | 해태 타이거즈 | 53   |
| 1983년 | 김일권 | 해태 타이거즈 | 48   |
| 1984년 | 김일권 | 해태 타이거즈 | 41   |
| 1985년 | 김재박 | MBC 청룡      | 50   |
| 1986년 | 서정환 | 해태 타이거즈 | 43   |
| 1987년 | 이해창 | 청보 핀토스   | 54   |
| 1988년 | 이순철 | 해태 타이거즈 | 58   |
| 1989년 | 김일권 | 태평양 돌핀스 | 62   |
| 1990년 | 김일권 | 태평양 돌핀스 | 48   |
| 1991년 | 이순철 | 해태 타이거즈 | 56   |
| 1992년 | 이순철 | 해태 타이거즈 | 44   |
| 1993년 | 전준호 | 롯데 자이언츠 | 75   |
| 1994년 | 이종범 | 해태 타이거즈 | 84   |
| 1995년 | 전준호 | 롯데 자이언츠 | 69   |
| 1996년 | 이종범 | 해태 타이거즈 | 57   |
| 1997년 | 이종범 | 해태 타이거즈 | 64   |
| 1998년 | 정수근 | OB 베어스     | 44   |
| 1999년 | 정수근 | 두산 베어스   | 57   |
| 2000년 | 정수근 | 두산 베어스   | 47   |
| 2001년 | 정수근 | 두산 베어스   | 52   |
| 2002년 | 김종국 | KIA 타이거즈  | 50   |
| 2003년 | 이종범 | KIA 타이거즈  | 50   |
| 2004년 | 전준호 | 현대 유니콘스 | 53   |
| 2005년 | 박용택 | LG 트윈스     | 43   |
| 2006년 | 이종욱 | 두산 베어스   | 51   |
| 2007년 | 이대형 | LG 트윈스     | 53   |
| 2008년 | 이대형 | LG 트윈스     | 63   |
| 2009년 | 이대형 | LG 트윈스     | 64   |
| 2010년 | 이대형 | LG 트윈스     | 66   |
| 2011년 | 오재원 | 두산 베어스   | 46   |
| 2012년 | 이용규 | KIA 타이거즈  | 44   |
| 2013년 | 김종호 | NC 다이노스   | 50   |
| 2014년 | 김상수 | 삼성 라이온즈 | 53   |
| 2015년 | 박해민 | 삼성 라이온즈 | 60   |
| 2016년 | 박해민 | 삼성 라이온즈 | 52   |
| 2017년 | 박해민 | 삼성 라이온즈 | 40   |
| 2018년 | 박해민 | 삼성 라이온즈 | 36   |
| 2019년 | 박찬호 | KIA 타이거즈  | 39   |
| 2020년 | 심우준 | KT 위즈       | 35   |

빨간 글씨는 한국 프로야구 최고 기록.

### 일본
일본 프로 야구 기록(단일 리그 시대).
| 연도        | 성명              | 소속            | 개수 |
| ----------- | ----------------- | --------------- | ---- |
| 1936년 추계 | 가리타 히사노리   | 도쿄 세네터스   | 16   |
| 1937년 추계 | 야마구치 마사노부 | 오사카 타이거스 | 29   |
| 1939년      | 야마다 덴         | 한큐군          | 30   |
| 1939년      | 고미 요시오       | 나고야 긴코군   | 30   |
| 1940년      | 이시다 마사요시   | 나고야군        | 32   |
| 1942년      | 쓰보우치 미치노리 | 아사히군        | 44   |
| 1943년      | 야마다 덴         | 한큐군          | 56   |
| 1948년      | 가와니시 도시오   | 난카이 호크스   | 66   |

## 같이 보기
- 도루 성공률
- 리키 헨더슨 : 통산 도루 1406개 세계 1위.

## 참조
1. ↑  넥센 뒷심 발휘, LG에 대역전승 - 조이뉴스